# A Big Bold Beautiful Journey
Pour plus de détails, voir Fiche technique et Distribution.
A Big Bold Beautiful Journey est un film américain réalisé par Kogonada et dont la sortie est prévue en 2025.

## Synopsis
David se rend à un mariage dans sa vieille voiture équipée d'un GPS unique. En chemin, il rencontre Sarah, et ensemble, ils embarquent pour un voyage suggéré par le GPS. Ils confrontent leur passé et explorent des paysages peints, menant à un lien plus profond. Alors qu'ils envisagent leur avenir, ils sont confrontés à une décision cruciale concernant leur relation.

## Fiche technique
Sauf indication contraire, les informations mentionnées dans cette section peuvent être confirmées par la base de données cinématographiques IMDb,  présente dans la section « Liens externes ».
- Titre original : A Big Bold Beautiful Journey
- Réalisation : Kogonada
- Scénario : Seth Reiss
- Directrice artistique : Mary Florence Brown
- Décors : Katie Byron
- Costumes : Arjun Bhasin
- Photographie : Benjamin Loeb
- Montage : Susan E. Kim
- Musique : Joe Hisaishi
- Producteurs : Dan Friedkin, Ryan Friedkin, Youree Henley, Seth Reiss et Bradley Thomas
  - Producteurs exécutifs : Ori Eisen, Gino Falsetto, Ilene Feldman et Kogonada
- Sociétés de production : Columbia Pictures, Imperative Entertainment, 30WEST, Original Films et Chapel Place Productions
- Société de distribution : Sony Pictures Releasing
- Pays de production :  États-Unis
- Langue originale : anglais
- Format : couleur
- Genre : comédie dramatique, road movie
- Dates de sortie : 
  -  États-Unis : 19 septembre 2025
  -  France : 1er octobre 2025[1]

## Distribution
- Margot Robbie (VF : Dorothée Pousséo) : Sarah
- Colin Farrell (VF : Boris Rehlinger) : David
- Phoebe Waller-Bridge
- Jodie Turner-Smith
- Lily Rabe
- Brandon Perea
- Billy Magnussen
- Sarah Gadon
- Hamish Linklater
- Yuvi Hecht
- Jennifer Grant
- Brooke Maroon : Amy Moore
- Calahan Skogman
- Shelby Simmons
- Lucy Thomas

## Production

### Genèse et développement
Le 7 février 2024, Kogonada dévoile que son prochain film sera une comédie intitulée A Big Bold Beautiful Journey.

### Attribution des rôles
Dès l'annonce du projet, Margot Robbie et Colin Farrell sont engagés pour les rôles principaux. Ce film marque les retrouvailles de Colin Farrell et Kogonada après After Yang.
Le 17 avril 2024, c'est au tour des actrices Phoebe Waller-Bridge, Lily Rabe et Jodie Turner-Smith de rejoindre le film.
Le 3 mai 2024, la distribution s'étoffe avec l'arrivée de Billy Magnussen, Sarah Gadon et Hamish Linklater.

### Tournage
Le tournage a lieu à Los Angeles.